# Empreendedorismo para o Desenvolvimento Sustentável
Diante da globalização de mercado, muitos indivíduos têm decidido criar seus próprios negócios, dando origem ao termo empreendedorismo. Fomentar o empreendedorismo significa fomentar o desenvolvimento sustentável de um país, nos mais diversos setores da sociedade (econômicos, sociais, políticos, etc).
O desenvolvimento sustentável de um país, que é proporcionado pelos novos empreendimentos (startups), é resultado de um desenvolvimento local, isto é, nos distritos, bairros, municípios, estados, etc. Sendo assim, a ideia básica consiste de que, para que o desenvolvimento global seja alcançado, os desenvolvimentos locais também devem ser alcançados (Reis at al, 2006).
Além de entender como o empreendedorismo contribui no desenvolvimento sustentável, é importante entender o papel exercido pelo governo para fomentar e contribuir com o empreendedorismo. Nesse sentido, algumas ações são importantes: educar gente, criar oportunidades e "sair da frente". Isto possibilita a criação, sustentação e evolução de novos negócios inovadores de crescimento empreendedor.
O Brasil se enquadra como um dos países que mais desenvolve atividades empreendedoras, principalmente no comércio varejista, indústria de transformação, alojamentos e alimentação, atividade imobiliárias, construção e venda de veículos. Com relação ao setor de T.I, não só investimentos privados estão em pauta, mas também investimentos governamentais, visando desenvolver startups, com a criação de programas como o Start-Up Brasil. Este programa, por sua vez, vem reforçar as áreas científicas, tecnológicas e econômicas do país, dando chance às novas empresas de software e serviços de T.I a ganharem o mercado, gerando riqueza e desenvolvimento.	  

## Empreendedorismo e o Desenvolvimento Sustentável
A ideia de se promover o desenvolvimento econômico de um país não é recente e, com o advento da globalização, vem-se reforçando ainda mais esta ideia através de novas formas de empreendedorismo. Por um lado, a geração de novos produtos e a preços acessíveis, permitiu que a globalização do mercado se expandisse para muitas localidades. Por outro lado, muitas outras localidades acabaram tendo sua economia restringida devido à alta competitividade de mercado trazida junto com esta globalização.
O empreendedorismo tem papel fundamental no desenvolvimento sustentável de um país, uma vez que fomenta a inovação e, consequentemente, a competitividade e a melhoria contínua na produtividade das empresas, para a geração de um produto ou serviço que se adeque aos anseios do mercado. O citado empreendedorismo modifica a forma de fazer negócio, saindo da “mesmice” e revolucionando para um mundo novo, desconhecido, mas também altamente desejado. Portanto, a importância dos empreendedores é clara: auxiliam a construção de uma sociedade altamente consistente e auto-sustentável.
Segundo Schumpeter (1996), o empreendedor é o elemento fundamental para promover o desenvolvimento sustentável e econômico de um país, uma vez que ele promove a chamada destruição criativa, isto é, substitui produtos e serviços antigos por outros novos e mais interessantes. Da mesma forma, para Leite (2002, p. 51), em qualquer economia, a função do empreendedor é essencial.
O desenvolvimento sustentável de um país é o resultado do desenvolvimento sustentável de todas as partes (regiões, estados, municípios e bairros) que o compõem. Sendo assim, introduz-se o conceito de desenvolvimento local, em que o empreendedorismo lança mão de características, vocações e apelos locais, nas mais diversas categorias, as quais possuem, de certa forma, determinado grau de autonomia de uma em relação as outras (ex.: econômica, social, cultural, ambiental, físico-territorial, político-institucional e científico-tecnológica) (Tenório, 2004).
Portanto, o empreendedorismo é considerado como uma forma de promover o desenvolvimento de uma país, a partir dos desenvolvimentos locais, visando contribuir com a geração de uma sociedade em que o progresso se dê de maneira integrada e sustentável, isto é, para que o crescimento perdure por um longo tempo e não apenas em uma visão imediatista e sem projeções futuras (Reis at al, 2006).

### Desenvolvimento econômico local e sustentabilidade
Quando se fala em “local”, no contexto de desenvolvimento econômico, não se deve associar o termo com o sentido de pequeno. Segundo Franco (2000), “local” se refere a um alvo socioterritorial, podendo ser um distrito, município, região, estado, país, partes do mundo, etc.
Desenvolvimento local é a ativação ou reativação econômica e social de uma localidade, visando reintegrar esta localidade, até então esquecida ou “fora do mapa”, conforme as mudanças proporcionadas pela globalização do mercado, a fim de promover a melhoria na qualidade de vida da população (Tenório, 2004). É importante ressaltar que o desenvolvimento é regido de acordo com as características políticas, culturais, econômicas, etc., intrínsecos àquela localidade. Dessa forma, o incentivo e a forma de se contribuir com o desenvolvimento local varia dependendo de onde este incentivo seja aplicado.
Notadamente, o desenvolvimento local e de uma país como um todo, de muito depende de programas de apoio e incentivos. Nesse contexto, os políticos governamentais, no seu conceito estrito de “mostrar serviço à sociedade”, acreditam que o fato de gerar bolsas de auxílio, entretenimento mínimo, entre outros, é suficiente para desenvolver uma localidade. No entanto, além dessas alternativas, o investimento governamental no empreendedorismo local é uma estratégia altamente viável para promover o desenvolvimento.
Segundo Meyer-Stamer (2001), as lideranças políticas deveriam espelhar-se nos países desenvolvidos como uma forma de tentar contribuir com o desenvolvimento local de países em desenvolvimento. Assim, alguns passos podem ser bastante úteis: disponibilização de terrenos, atração de empresas e marketing de imagem local, apoio através de uma agência de desenvolvimento com suporte às empresas e novos empreendimentos (startups).
De maneira geral, o desenvolvimento econômico local depende de vários atores (administrações, sociedade civil organizada, bancos e instituições de créditos, etc), que juntos contribuem para um bem maior, com metas e projetos em comum (Tenório, 2004).
Conforme mencionado anteriormente, a “destruição criativa” possibilita que velhos hábitos sejam jogados fora, abrindo caminhos para a criação de novos produtos e geração de serviços inovadores que se adequem às necessidades do mercado. Em concordância com este ponto de vista, foi proposta por Steve Blank uma metodologia para o desenvolvimento do cliente (Customer Development), a fim de encontrar a associação ideal entre produto e mercado, reduzindo a taxa de insucesso de um novo empreendimento.
Portanto, visando contribuir com o sucesso de uma startup e, consequentemente, com o desenvolvimento local, muitos municípios estão promovendo iniciativas empreendedoras (Amprotec, 2004):
- Incubadoras de empresas: ambientes que dispõem de todo o suporte e infra-estrutura física necessários. Uma incubadora pode ser tradicional, tecnológica, de cooperativas, de design, cultural, de turismo, de artesanato, de agronegócios, de serviços especializados, etc;
- Cooperativas: empresas e indivíduos com um objetivo mútuo, que se juntam e trabalham cooperativamente;
- Parques tecnológicos: espaços devidamente planejados para abrigar empresas que apresentem potenciais inovadores, visando apoiar e acompanhar seu desenvolvimento e competição. Possuem integração com instituições de ensino e pesquisa;
- Condomínios empresariais: espaços preparados para abrigar empresas que se cooperam (rateiam custos e buscam competitividade);
- Parques agroindustriais: espaços destinados a abrigar equipamentos e empreendimentos na área de agronegócio;
- Arranjos produtivos locais (APL): organização de empresas que procuram se diferenciar no mercado com ações inovadoras. Essas empresas são pertencentes a uma mesma cadeia produtiva;
- Hotel de projetos: programas que são instalados em universidades ou outras instituições de pesquisas, a fim de fomentar a geração de projetos empreendedores e inovadores;
- Escola de empreendedores: programas que visam estimular a cultura empreendedora para a geração de startups. Esses programas podem ser instalados em universidades, centros de pesquisas, organizações, ou mesmo em cidades;
- Pólos de desenvolvimento: programas para contribuir com o planejamento, desenvolvimento e implantação de projetos de um mesmo setor.

Apesar da existência destas medidas, muitas outras ações são bem úteis e que podem contribuir com o sucesso de novos negócios: criação de uma secretaria de empreendedorismo e inovação; mecanismos para a geração de emprego e renda; um programa de crédito fácil; programas de incentivos e benefícios (redução de alíquotas e outros impostos); feiras para promoção de negócios; criação de centros de tecnologia; difusão da cultura empreendedora na educação (Amprotec, 2004).
De acordo com Franco (2000), o conceito de desenvolvimento sustentável está diretamente relacionado com a construção de comunidades humanas sustentáveis, isto é, comunidades que detêm características como independência, reciclagem, parceria, flexibilidade e diversidade. Portanto, o desenvolvimento local e sustentável implica contribuir não só com a prosperidade econômica, mas também com a social, política, humana, ambiental e cultural de uma localidade, levando em consideração os anseios e necessidades dos habitantes desta localidade.
Para que o desenvolvimento sustentável ocorra, é necessária a participação de várias atividades: gestão local; planejamento participativo; programas e ações com a demanda pública da localidade; fomento do empreendedorismo; monitoramento e avaliação (Franco, 2000, p. 30).

## O Movimento Empreendedor no Brasil em Números
Segundo o portal do governo brasileiro, na seção do empreendedorismo hoje, o Brasil tem se destacado no ramo empreendedor principalmente a partir da década de 90, quando o aumento maciço de novos empreendimentos passaram a contribuir significativamente para a economia do país. O fortalecimento do empreendedorismo no Brasil veio se solidificar ainda mais em 2007, com o surgimento da Lei Geral da Micro e Pequena Empresa. Em 2008, outros esforços foram feitos com a criação da Lei do Microempreendedor Individual.
Em média, nos últimos cinco anos, mais de meio milhão de negócios foram registrados no Brasil por ano. Isto sem considerar microempreendedores, que já passam de um milhão e meio de registros. Esses números ressaltam o quanto o Brasil tem se consolidado no mercado com o surgimento de novos empreendimentos, e ainda continua crescendo.
Segundo o relatório da GEM (Global Entrepreneurship Monitor), organizado pela Babson College, dos EUA, e pela London School of Business, da Inglaterra (duas renomadas escolas de administração), o Brasil em 2010 apresentou a maior taxa de empreendedores em estágio inicial (17,5 %). Essa pesquisa levou em consideração 59 países. Isto representa que o país cresceu se comparado com o percentual entre 2002 e 2010 (13,38%). Essa taxa de empreendedores em estágio inicial leva em conta a proporção de pessoas entre 18 e 64 anos, que estão envolvidas em novos empreendimentos, isto é, com no máximo quarenta e dois meses de existência.
Ademais, o relatório permite extrair algumas características importantes sobre o empreendedorismo no país, as quais são agrupadas em gênero, renda, atividade econômica e condições para empreender:
- Gênero: o relatório demonstra que o público feminino tem se envolvido cada vez mais com o empreendedorismo. Historicamente, a mulher brasileira é uma das que mais procuram desenvolver seu próprio negócio e criar sua própria empresa;
- Renda: verificando a renda familiar, a maioria dos empreendedores possui alta renda, seguido dos de média renda. Poucos empreendedores provêm de famílias com baixa renda. Portanto, a tendência é que, com o crescimento da renda familiar da população, um aumento do número de novos empreendedores no país venha ocorrer;
- Atividade Econômica: vários setores têm se destacado no ramo empreendedor brasileiro (ex.: comércio varejista, indústria de transformação, alojamentos e alimentação, atividade imobiliárias, construção, venda de veículos, etc.);
- Condições para Empreender: embora a macroeconomia favoreça o empreendedorismo, o Brasil ainda precisa avançar nas políticas de apoio e investimentos privados e governamentais para proporcionar um ambiente ainda mais favorável.

Assim como em qualquer outra área, a inovação na área de tecnologia é uma aspecto crucial para solidificar um novo empreendimento. No entanto, ter uma nova ideia não é suficiente para garantir o sucesso de uma nova empresa no mercado, é preciso entender como essa ideia pode contribuir para a geração de um novo produto ou serviço desejado pelos clientes. Além disso, o apoio de um investimento-anjo ou de capital de risco é extremamente incentivador. 
Conforme mencionado no portal "Anjos do Brasil", no investimento-anjo (que é proporcionado por uma pessoa física, normalmente um ex-empresário/empreendedor ou executivo que já trilhou uma carreira de sucesso), há um investimento financeiro, geralmente baixo – smart money – e uma contribuição em nível de compartilhamento de experiências, conhecimentos e relacionamentos para fazer o novo empreendimento dar certo. Geralmente, investidores-anjos possuem participações minoritárias no negócio.
No investimento de capital de risco, uma empresa assume os riscos de investir financeiramente em uma startup. Em geral, esse investimento é bem alto. No entanto, o retorno esperado é idêntico ao risco que os investidores querem correr. O objetivo é crescer a startup para, posteriormente, fazer uma grande operação de venda, fusão ou abertura de capital no futuro (Ken Wright Robbie, 2003).
No Brasil, investimentos-anjos estão ganhando bastante força nos últimos anos. No entanto, muitos “anjos” ainda temem se expor. Porém, com o crescimento deste tipo de investimento no país, essa barreira começa a ser quebrada.

## O Papel do Governo
Com o uso cada vez mais presente da tecnologia, vê-se uma redução da mão de obra no setor produtivo. Ao mesmo tempo, muitas pessoas tem procurado adquirir conhecimentos e se qualificar, o que acaba reduzindo o número de pessoas que se sujeitem a qualquer emprego. Dentro deste contexto, muitos acabam decidindo criar seu próprio negócio e viver os desafios de empreender. Novos empreendimentos, por necessidade, têm surgido rapidamente no Brasil. No entanto, muitas vezes, esses empreendimentos tentam se manter apenas com pequenos investimentos, sem grandes contribuições ou incentivos do governo (Lins, 2009).
Está provado no relatório do GEM, mencionado anteriormente, que há uma correlação entre empreendedorismo e crescimento da atividade econômica. Assim, vê-se claramente que o governo pode apresentar políticas públicas capazes de estimular o empreendedorismo e a educação para a abertura de novos negócios. A atuação marcante do governo é fundamental para dar um pontapé inicial para aqueles que ainda não sabem que rumo tomar, nem com que capital investir.
O estímulo ao empreendedorismo deve, acima de tudo, facilitar o alcance de se gerar novos empregos. Não se pode dizer que não há ajuda do governo, pois este disponibiliza um grande montante de capital destinado às startups. No entanto, devido à grande burocracia existente no país, demora muito tempo até que esse dinheiro chegue às empresas. Além desta verba, o governo brasileiro fornece apoio aos empreendedores (ex.: Simples Nacional), recolhendo contribuições municipais, estaduais e federais e reduzindo taxas e impostos. Outro ponto importante, é a presença do SEBRAE, que amplia a cultura empreendedora fornecendo cursos de organização e gerenciamento empresarial, e a parceria com diversas encubadoras de novas empresas, instituições de pesquisas, universidades e empresas privadas (Lins, 2009).
O Brasil tem de tudo para ser uma verdadeira revolução empreendedora e inovadora, para isso, é preciso que governo e empresas privadas trabalhem em sintonia, cada qual contribuindo no que for preciso para que novos empreendimentos dêem certo e se transformem em grandes negócios.
De uma forma geral, pode-se atribuir três ações ao papel do governo no empreendedorismo: educar gente, criar oportunidades e “sair da frente”.

### Educar Gente
Hoje, o Brasil está vivendo a chamada "década da educação". É essencial o papel do governo para resolver os problemas de educação no país, os quais já transcendem o jargão de "falta de investimentos na educação". É preciso rever o sistema educacional e sua questão multidisciplinar, isto é, seu envolvimento com demandas humanas, econômicas e sociais.  Em alguns casos, algumas modificações precisam ser feitas em todos os níveis; em outros casos mais extremos, é necessária uma total reformulação do sistema de ensino (Silvio Meira, 2011).
A educação brasileira precisa se renovar e sair dos "projetos-piloto" educacionais, os quais podem até ser símbolos de reconhecimento internacional, mas que na prática, em alcance nacional, é uma bagunça. Se esta é mesmo a "década da educação" no Brasil, ela precisa ser tratada com cuidado e afinco por parte dos líderes de governo, a começar pela educação fundamental, a qual precisa ser mais eficaz. Uma boa educação fundamental é de responsabilidade dos prefeitos de cada cidade, e, portanto, cabe a eles decidir o que e como ensinar os jovens estudantes.
O problema, no entanto, não pára por aí. A principal dificuldade na educação hoje no Brasil, não consiste em ter bons prédios, laboratórios ou mesmo recursos financeiros. O problema está no conteúdo que é ensinado, os métodos aplicados no ensino e a qualificação dos professores, os quais, na maioria das vezes, não estão totalmente preparados para mostrar aos jovens as oportunidades para se desenvolver ideias e, assim, ganhar o mercado tão competitivo (Silvio Meira, 2011). É necessária uma educação mais engajada com o mundo mercadológico, que alerte e desperte nos alunos a necessidade de inovar, crescer e se diferenciar, saindo do método de ensino tradicional.

### Criar Oportunidades
É papel do governo trabalhar na criação de novas oportunidades que estimulem o desenvolvimento pessoal, social, empreendedor e econômico. Uma boa ação governamental deve sempre olhar para frente, verificando as falhas cometidas no passado para corrigi-las e lidar com as complexas demandas do presente. Sob esse ponto de vista, o governo deve identificar oportunidades não aproveitadas no passado, mas que hoje é possível "agarrá-las", a fim de contribuir com o sucesso em um futuro próximo (Silvio Meira, 2011).
Criar oportunidades não é uma tarefa trivial, pelo contrário, é uma tarefa bastante complexa. Uma coisa é complicada quando se tem uma boa chance de convencer alguém sobre algo, mas não se sabe muito bem que algo é esse. Mais do que isso, algo é complexo quando não se sabe o que fazer, e muito menos se sabe sobre a possibilidade de convencer alguém sobre algo (Silvio Meira, 2011). Em outras palavras, criar oportunidades capazes de contribuir com o desenvolvimento pessoal, social, empreendedor e econômico envolve saber, minuciosamente, o que pode ser produzido para satisfazer aos anseios do mercado de maneira inovadora, e convencer um indivíduo de que a geração desse produto, de fato, atingirá dimensões satisfatórias.
Com a evolução do mercado, adaptando-se às novas necessidades dos clientes, em um tempo de economia do conhecimento, criar oportunidades consiste em gerar um espaço no mercado para que processos arriscados e inovadores, cheios de perguntas e incertezas, possam ser geridos por empreendedores dispostos a "fazer a coisa andar".
Com as pessoas sendo educadas e com o a criação de oportunidades em andamento, o próximo papel do governo é "sair da frente".	

### Sair da Frente
"Sair da frente" é uma tarefa extremamente complexa nas atuais circunstâncias do sistema político, social e econômico brasileiro, consideradas as origens e tradições do país. O termo se refere à necessidade de o governo, uma vez que gerou a oportunidade e contribuiu com o desenvolvimento do empreendedorismo, deixar as startups seguirem com seu próprios pés, sem intrusões do governo (Silvio Meira, 2011).
Tradicionalmente, em todos os níveis de governo, existe uma ideia voltada à sustentação de um "estado tutor". Trata-se de um estado intrusivo, burocrático, confuso e incoerente ao lidar com novos empreendimentos e suas demandas e tempos. Será que é difícil abrir uma empresa ? mais difícil ainda é tentar fechá-la. Isto porque a criação de novas empresas possibilita que novos impostos e novas taxas sejam cobrados, favorecendo os "cofres públicos".
O estado na frente, e não "à frente", muito mais prejudica do que ajuda, pois dificulta os processos de criação de novas oportunidades com mais qualidade e em maior quantidade. Um estado que legisla demais e se põe na frente de tudo, acaba criando um sistema inconsistente de normas e regras (Silvio Meira, 2011).
"Sair da frente" é, portanto, simplificar o país. No entanto, o termo não se refere a deixar que as novas empresas criadas façam o que quiser, mas sim que elas "andem com as próprias pernas", obedecendo aos limites, direitos e deveres estabelecidos. Com essas três ações (educar gente, criar oportunidades e "sair da frente"), tem-se um ambiente mais propício à criação, sustentação e evolução de novos negócios inovadores de crescimento empreendedor.   

## Incentivos Financeiros do Governo a Novos Empreendedores de T.I
Diante do crescente aumento de novos empreendimentos no setor de T.I, e sabendo que essas startups são de grande valia para o crescimento econômico e sustentável do país, o governo brasileiro tem demonstrado apoio para acelerar as startups de softwares e serviços de T.I.
O Ministério da Ciência, Tecnologia e Inovação (MCTI) instituiu o programa conhecido como Start-Up Brasil, cujo objetivo é reforçar as áreas científicas, tecnológicas e econômicas do país. Este programa faz parte da política estratégica do governo para estimular a produção de softwares no Brasil (MCTI, 2013).
O apoio proporcionado por este programa é destinado às empresas recém-criadas que ofereçam produtos, processos ou serviços inovadores. A garantia desta inovação está atrelada com atividades de pesquisa e desenvolvimento, com objetivo de inserção no mercado (MCTI, 2013).
O poder executivo vai destinar milhões de reais para o setor de software até 2015. Deste montante, cada startup pode ser financiada com o valor máximo de R$ 200 mil. A meta é acelerar cerca de 150 startups de software e serviços de T.I.
Dentre os setores beneficiados pelo programa, enquadram-se os setores: educação, defesa e segurança cibernéticas, saúde, petróleo e gás, energia, aeroespacial, grandes eventos esportivos, agricultura e meio ambiente, finanças, telecomunicações, mineração e tecnologias estratégicas. Nesse sentido, o MCTI atuará como um investidor-anjo, fornecendo, além de ajuda financeira, apoio burocrático e aconselhamento às novas empresas (MCTI, 2013). 
A seleção dos empreendimentos que receberão auxílio do programa ocorre a partir de editais ou chamadas públicas periódicas. A coordenação do programa, bem como da seleção dos empreendimentos participantes, é feita pela Secretaria de Política de Informática (Sepin), composta por entidades e órgãos ligados ao setor de software. 
Mais informações sobre o programa Start-Up Brasil pode ser visto em (MCTI, 2013).

## Considerações Gerais
A partir do que fora exposto nas seções anteriores, percebe-se a importância que o empreendedorismo tem para o desenvolvimento sustentável do país. Essa importância cresceu, principalmente, com o advento da globalização de mercado, o que provocou o surgimento de novas empresas e a crescente disputa (concorrência) entre elas. Esta concorrência, por sua vez, levou as empresas a desenvolverem soluções inovadoras capazes de atender às necessidades dos seus clientes. Romper os paradigmas antigos para a inclusão de novos produtos e serviços ("destruição criativa") passou a ser algo essencial para a sobrevivência de uma empresa, diante de um mercado tão competitivo e exigente.
Foi visto, também, que o desenvolvimento sustentável de um país se dá a partir do desenvolvimento sustentável local, em que o termo "local" não se refere a pequeno, mas a um alvo socioterritorial, podendo ser um distrito, bairro, município, estado, país, partes do mundo, etc. Um meio que possibilita abrir novos horizontes e contribui com este desenvolvimento é o setor empreendedor.
O Brasil tem se destacado no surgimento de novos empreendimentos, nos mais diversos setores da sociedade, como foi apontado pelo relatório GEM (Global Entrepreneurship Monitor). Sendo assim, muitas iniciativas empreendedoras tem tomado espaço como: incubadoras de empresas, cooperativas, parques tecnológicos, etc. 
Ademais, viu-se o papel importantíssimo que é exercido pelo governo para contribuir com o sucesso das startups. Este papel engloba três ações: educar gente, criar oportunidades e sair da frente. Essas ações são fundamentais para se obter um ambiente mais propício à criação, sustentação e evolução de novos negócios inovadores de crescimento empreendedor.
Foi relatado ainda que, muitas ações e investimentos privados e governamentais tem ganhado espaço no país, com a presença de investidores-anjos ou de empresas que empregam capital de risco para o desenvolvimento de uma startup, cada qual com seus objetivos.
O governo brasileiro contribuiu significativamente para o sucesso de novos empreendimentos, com a criação do SEBRAE, que amplia a cultura empreendedora fornecendo cursos de organização e gerenciamento empresarial, e com a parceria com diversas incubadoras de novas empresas, instituições de pesquisas, universidades e empresas privadas. Além disso, muitos investimentos têm sido aplicados a startups da área de T.I, com a criação de programas como o Start-Up Brasil, visando reforçar as áreas científicas, tecnológicas e econômicas do país, dando chance às novas empresas de software e serviços de T.I a ganharem o mercado, gerando riqueza e desenvolvimento. 